# Carroll, New South Wales
Carroll är en ort i Australien. Den ligger i kommunen Gunnedah och delstaten New South Wales, i den sydöstra delen av landet, omkring 330 kilometer norr om delstatshuvudstaden Sydney. Antalet invånare var 337 vid folkräkningen 2016.
Runt Carroll är det mycket glesbefolkat, med 2 invånare per kvadratkilometer.. Närmaste större samhälle är Gunnedah, omkring 18 kilometer väster om Carroll. 
Trakten runt Carroll består till största delen av jordbruksmark. Genomsnittlig årsnederbörd är 729 millimeter. Den regnigaste månaden är februari, med i genomsnitt 131 mm nederbörd, och den torraste är oktober, med 13 mm nederbörd.